# 上达甘索
上达甘索（西班牙語：Daganzo de Arriba）是西班牙马德里自治区的一个市镇。总面积44平方公里，总人口9793人（2013年），人口密度224人/平方公里。